# Бігуча
Бігуча — річка у Черкаському районі Черкаської області, права притока Дніпра (басейн Чорного моря).
На її честь названо вулицю Бігучу у місті Черкаси.

## Опис
Довжина річки приблизно 12  км. Середня ширина — 12 м, середня глибина — 2,2 м.

## Розташування
Бігуча бере початок на околиці села Свидівок. Тече на південний схід в межах Черкас і в районі Соснівки впадає у Кременчуцьке водосховище (басейн Дніпра).